# Olga Bukriejewa
Olga Bukriejewa (ros. Ольга Валерьевна Букреева) (ur. 15 lutego 1987 roku w Moskwie) – rosyjska siatkarka, reprezentantka kraju, atakująca.
Obecnie występuje w Superlidze, w drużynie Leningradka Petersburg.

## Sukcesy klubowe
Mistrzostwo Rosji:
- 2011

Puchar Challenge:
- 2014